# Гренадско-мексиканские отношения
Гренадско-мексиканские отношения — двусторонние дипломатические отношения между Гренадой и Мексикой. Государства являются членами Ассоциации карибских государств, Организации американских государств и Организации Объединённых Наций.

## История
11 апреля 1975 года государства установили дипломатические отношения, сотрудничали в основном в рамках многосторонних форумов. В 1983 году Мексика осудила вторжение США на Гренаду и потребовала уважения к территориальной целостности и суверенитета этой страны. Мексика также призвала международные организации принять необходимые меры для вывода всех иностранных вооружённых сил из Гренады.
В феврале 2010 года премьер-министр Гренады Тиллман Томас посетил Канкун для участия в саммите Мексики и Карибского сообщества (КАРИКОМ). В ноябре 2010 года премьер-министр Гренады Тиллман Томас вновь прибыл в Канкун для участия в Конференции Организации Объединённых Наций по изменению климата. В 2014 году Мексика открыла почётное консульство в Сент-Джорджесе. В мае 2014 года премьер-министр Гренады Кит Митчелл и министр иностранных дел Николас Стил посетили саммит Мексики и Карибского сообщества в Мериде.
В 2004 году ураган «Иван» обрушился на Гренаду и разрушил здание Национального парламента. Мексика перечислила 13,5 миллионов долларов восточнокарибских долларов на строительство нового здания парламента Гренады, которое было открыто в июне 2014 года. На открытии присутствовал мексиканский дипломат Оскар Эспарс-Варгас. В честь этого вклада на Гренаде назвали библиотеку — «Mexico Library», чтобы отметить тесные связи между двумя странами.
В марте 2018 года министр иностранных дел Мексики Луис Видегарай Касо посетил Гренаду. Каждый год мексиканское правительство предлагает стипендии гражданам Гренады для обучения в аспирантуре в мексиканских высших учебных заведениях.

## Двусторонние соглашения
Между странами подписано несколько двусторонних соглашений, таких как: Соглашение о сотрудничестве в области образования и культуры (1981 год); Соглашение о сотрудничестве в области развития (2014 год) и Соглашение о создании механизма консультаций по вопросам, представляющим общий интерес.

## Торговля
В 2018 году объём товарооборота между странами составил сумму 2,2 миллиона долларов США. Экспорт Гренады в Мексику: режущие устройства и детали; электрические схемы; и части пишущей машинки. Экспорт Мексики на Гренаду: органические чистящие средства; холодильники и морозильники; а также печи и котлы. Мексиканская транснациональная компания «Cemex» представлена на Гренаде.

## Дипломатические миссии
- Интересы Гренады в Мексике представлены через посольство в Вашингтоне (Соединённые Штаты Америки)[9].
- Мексика реализует интересы в Гренаде через посольство в Кастри (Сент-Люсия) и почётное консульство в Сент-Джорджесе[10].